# 尾島町
尾島町（おじままち）は、群馬県南東部、新田郡にあった人口 約1万4千の町である。埼玉県との県境に位置する。
2005年3月28日に（旧）太田市、新田町、藪塚本町との合併により太田市となり消滅した。
町の南部を利根川が流れる。なお、南端の前小屋地区の真ん中を流れているため、前小屋地区の北部は群馬県側、南部は埼玉県側となっていたが、2010年の群馬・埼玉県境変更に伴い、大字前小屋の利根川南岸は埼玉県深谷市の一部になった。
新田氏の始祖 義重 の子 義季がこの地を領有し、徳川姓を名乗ったことから「徳川氏発祥の地」と呼ばれる。

## 地理
町の南の縁を利根川が流れる。

### 隣接自治体
- 群馬県
  - 太田市
  - 伊勢崎市
  - 新田郡新田町
- 埼玉県
  - 深谷市
  - 大里郡妻沼町

## 歴史
大和いもの産地であり、1970年代には約280haに及ぶイモ畑が町内に広がっていた。やわらかい土質のため、冬場のからっ風で土ぼこりが広範囲に巻き上がり、窓や戸の隙間から土ぼこりが侵入してくることが風物詩となっていた。
町の中央、安養寺地区には、かつて日進化工・群馬工場が操業しヒドロキシルアミンを製造していたが、2000年6月10日に爆発事故を起こした。爆発音は太田市はもちろん近隣の伊勢崎市、桐生市、埼玉県熊谷市や深谷市と、30kmほど離れた前橋市や高崎市などにまで届き、従業員4名が死亡し、一般の町民には死者こそ出なかったものの、尾島町役場をはじめ近隣の建物に窓ガラスの破損などの甚大な被害をもたらした。なお現在工場跡地には名鉄NX運輸の太田支店が建っている。
尾島町は2005年3月28日に旧太田市、新田郡新田町、藪塚本町とともに太田市となったため3月27日に閉町した。

### 沿革
- 1889年4月1日 - 町村制施行に伴い、新田郡に尾島町・世良田村が誕生。
  - 尾島町 ← 尾島村・亀岡村・堀口村・阿久津村・岩松村・押切村・備前島村・二ッ小屋村・武蔵島村・前島村・前小屋村・安養寺村・大舘村[2]
  - 世良田村 ← 世良田村・小角田村・徳川村・出塚村・粕川村・上矢島村・西今井村・三ッ木村・女塚村・米岡村・平塚村・境村の一部
- 1957年11月1日 - 世良田村の一部世良田・小角田・徳川・粕川・出塚を尾島町が編入。
  - 世良田村の残部は境町（現伊勢崎市）へ編入。
- 2005年3月28日 - 太田市・新田町・藪塚本町と合併し、新たに太田市となる。
- 2010年3月1日 - 太田市前小屋町の利根川南岸が埼玉県深谷市へ編入される。（越境合併）

## 町長

### 最終
- 相澤 邦衛（あいざわ くにえ）元・太田市教育長
  - 在任期間：1995年 - 2005年

### 先代
- 小出 由友（こいで よしとも）
  - 在任期間：- 1995年

### 在任者
- 金井貢：1916年 -

以下の項目は太田市を参照のこと。

## 姉妹都市
- 弘前市 （青森県）

## 交通

### 道路
尾島地区の中心を東西に群馬県道142号綿貫篠塚線(旧国道354号）が、南北に国道17号 上武道路がそれぞれ走り、尾島庁舎のすぐ西にある安養寺交差点で交差する（※立体交差）。

#### 国道
- 国道17号（上武道路）
- 国道354号

#### 県道
- 群馬県道14号伊勢崎深谷線
- 群馬県道69号大間々尾島線
- 群馬県道275号由良深谷線
- 群馬県道276号新堀尾島線
- 群馬県道298号尾島平塚線
- 群馬県道311号新田尾島線

### 鉄道
- 東武鉄道
  - ■伊勢崎線：世良田駅
  - 徳川河岸線（1968年（昭和43年）廃止）：（貨）徳川河岸駅

## 教育
※旧校名 → 現校名
- 尾島町立尾島小学校 → 太田市立尾島小学校
- 尾島町立世良田小学校 → 太田市立世良田小学校

- 尾島町立尾島中学校 → 太田市立尾島中学校

（※元町長の相澤も1992年から町長就任前の1995年まで尾島中学校の校長を務めていた）

## 史跡
- 世良田東照宮
- 長楽寺
- 満徳寺

## 出身有名人

尾島庁舎に建つ中島知久平の像

- 中島知久平
- 中島源太郎（元・文相）
- 中島洋次郎

## 観光
- 尾島ねぷた祭り（毎年8月14日、15日）
- 航空ページェント（毎年11月3日）

## 特産物
- やまといも